# Golf van Corigliano
De Golf van Corigliano (Italiaans: Golfo di Corigliano) is een baai aan de kust van Calabrië tussen Capo Spulico in het noorden en Capo Trionto in het zuiden, en maakt deel uit van de Golf van Tarente.
Aan dit stuk kust bevinden zich de haven van Sibari, in het noorden, ook bekend als de 'meren van Sibari', met een puur toeristisch karakter, en de haven van Corigliano Calabro, in het zuiden, met een commercieel karakter gericht op visserij.